# Cuneiform Digital Library Initiative
La Cuneiform Digital Library Initiative (Iniciativa de Biblioteca Digital Cuneiforme) o CDLI es un proyecto internacional de biblioteca digital cuyo objetivo es poner en línea el texto y las imágenes de unas 500.000 tablillas cuneiformes recuperadas, creadas entre aproximadamente el 3.350 a. C. y el final de la era precristiana.
Los directores del proyecto a octubre de 2020 son Jürgen Renn del Instituto Max Planck de Historia de la Ciencia, Jacob L. Dahl de la Universidad de Oxford, Bertrand Lafont del Centre national de la recherche scientifique [CNRS] y Émilie Pagé-Perron  de la Universidad de Toronto. Existen asociados de Asia, Europa y del Norte de América. La gestión anterior estuvo compuesta por el codirector Peter Damerow (1939-2011) del Instituto Max Planck para la Historia de la Ciencia y el responsable del Pennsylvania Sumerian Dictionary (Diccionario Sumerio de Pensilvania), Stephen J. Tinney, que fue también co-investigador principal. En 2004, un antiguo director anterior, Robert K. Englund, recibió el Richard W. Lyman Award (Premio Richard W. Lyman) del Centro Nacional de Humanidades norteamericano por su trabajo en la iniciativa.
El proyecto comenzó en 1998, pero no fue hasta 2000 que obtuvo fondos para tres años del Fondo Nacional para las Humanidades (National Endowment for the Humanities) y de la Iniciativa de Bibliotecas Digitales de la Fundación Nacional para la Ciencia (National Science Foundation). Esta fase consistió en digitalizar y poner en línea progresivamente las colecciones del Vorderasiatisches Museum Berlin (en línea en 2001), el Institut Catholique de Paris (en línea en 2002), el Museo del Hermitage y el Phoebe A. Hearst Museum of Anthropology (en línea en 2003), y el University of Pennsylvania Museum of Archaeology and Anthropology (Museo de Arqueología y Antropología de la Universidad de Pensilvania). Una segunda fase, de 2004 a 2006, financiada federalmente por el National Endowment for the Humanities y el Institute of Museum and Library Services, se enfocó en nuevos componentes educativos y sistemas de acceso escalables a los datos.